# SICOMP
SICOMP ist eine Bezeichnung der Siemens AG für eine von ihr entwickelte Computerfamilie. Sie unterteilt sich in verschiedene SICOMP-Systeme. Siemens hat zum 31. März 2008 die komplette Hardware-Produktpalette des Systems SICOMP zum Auslauf erklärt und verweist gleichzeitig auf die Ablöseprodukte Microbox PC, SIMATIC PC und SIMATIC WinAC.

## SICOMP R und SICOMP M
Auf dieser Computerfamilie baut Teleperm M, ein weltweit eingesetztes System zur Prozessautomatisierung, auf. Der erste Einsatz erfolgte ca. 1985 auf der Hardwarebasis eines SICOMP-R-Rechners.
Die ehemalige Bezeichnung von SICOMP M war Siemens Systeme 300.
Modelle von SICOMP M waren M20, M25, M26 (Grundbetriebssystem GBS-2), M30 und M50 (GBS-3) und M56, M60, M70, M76 und M80 (GBS-7).
Für die SICOMP-R- und SICOMP-M-Rechner gibt es inzwischen eine Portierung auf eine PC-basierende Plattform unter dem SICOMP Emulator M2000.
Die Entwicklung des Bedien- und Beobachtungssystems dafür ist:
- OS252: Baut auf SICOMP R auf (2004 ca. 50 Anlagen in Betrieb), 2 Bedienkanäle
- OS262-2: Baut auf SICOMP M20 auf, 2 Bedienkanäle
- OS262-3: Baut auf SICOMP M25 auf, 3 Bedienkanäle
- OS262-3P: Baut auf SICOMP M26 auf, erstes System mit 4 MB Speicher (vorher immer 2 MB)
- OS265-3: Baut auf SICOMP M26 auf. Diese Weiterentwicklung hat neue Funktionen, der Speicher wurde auf 8 MB erhöht und die 3 Bedienkanäle besitzen die „Window-Technik“

Als Betriebssysteme wurden AMBOSS 4 (BS4) und BS-M eingesetzt.
SICONFEX ist ein Expertensystem zur Konfigurierung von Betriebssystemen für SICOMP-Prozessrechner.
Es wurde 1985 von Lehmann im Auftrag von Siemens München entwickelt.

## SICOMP SMP16 und SICOMP AMS

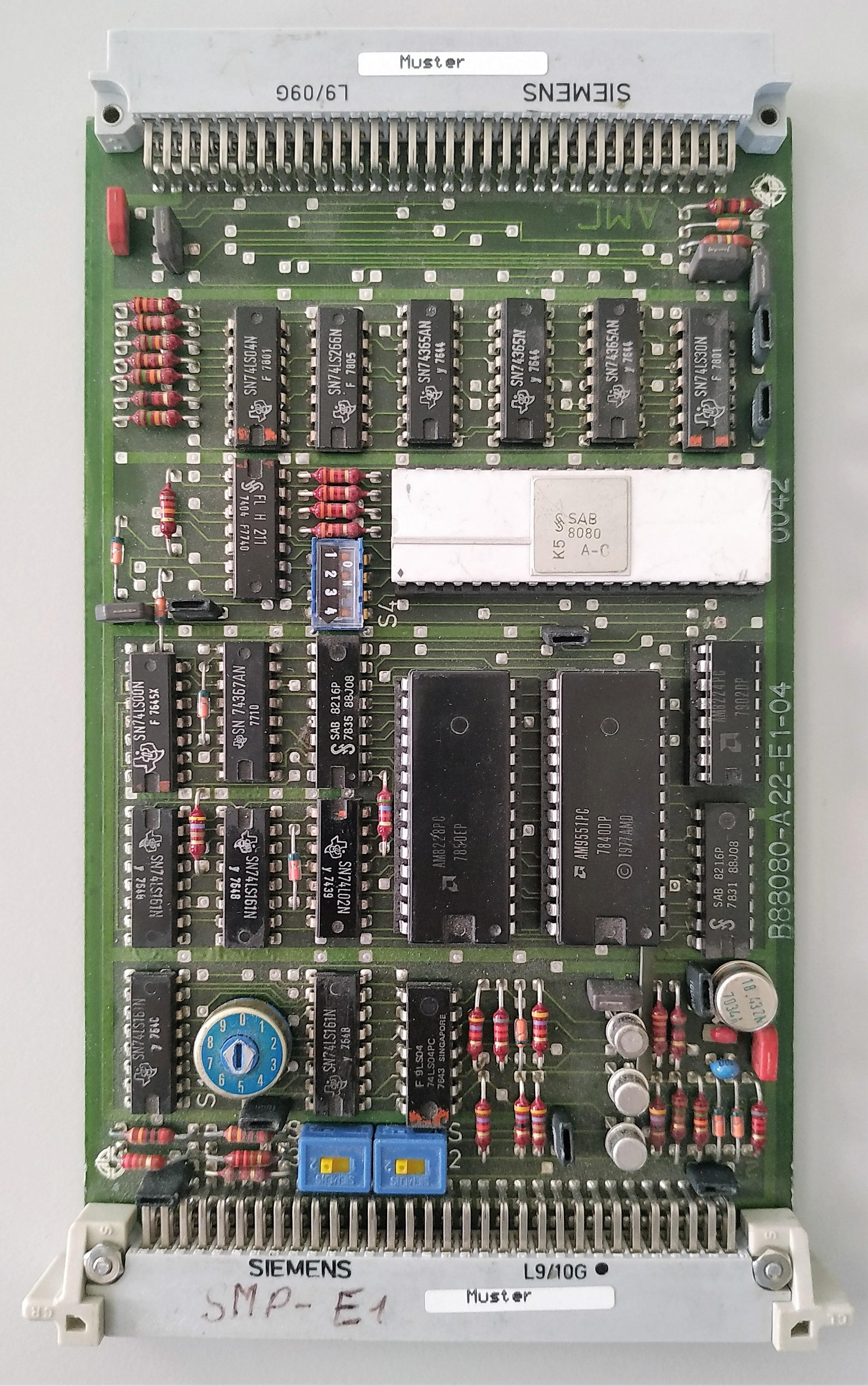
SICOMP SMP-E1 mit Siemens 8080 Mikroprozessor

SICOMP SMP16 (Siemens Microcomputer Platinensystem) und SICOMP AMS (Advanced Microcomputer System) sind modulare Baugruppensysteme im Einfach- bzw. Doppel-Europaformat mit offener Systemarchitektur. Diese Systeme boten eine Basis für Echtzeitanwendungen mit Standard-Baugruppen mit hoher Rechenleistung (es war auch 2-CPU-Betrieb möglich) und Erweiterbarkeit. Diese Industrie-Microcomputer wurden als PC-Systemplattform für Automatisierungsaufgaben genutzt. Sie waren modular in der Industrie üblichen 19"-Technik aufgebaut. Sie hatten schnelle zentrale Prozess-Interfaces, z. B. zur Messwerterfassung und Feldbusanschlüsse.
Typische Einsatzbereiche waren Daten- und rechenintensive Aufgaben in der Automatisierungstechnik, zeitkritische Regelungs- und Steuerungsaufgaben, Bedarf von mehreren technologischen Funktionen in einem System.
Technische Eckdaten: Betriebssysteme RMOS und Microsoft, Bussysteme Compact PCI, Baugruppen im Europaformat 3U, Einbaurahmen nach ES902C, Betriebstemperaturbereich 0 bis 55 °C. Multibus-I-Spezifikation nach IEC 796.

## SICOMP IMC

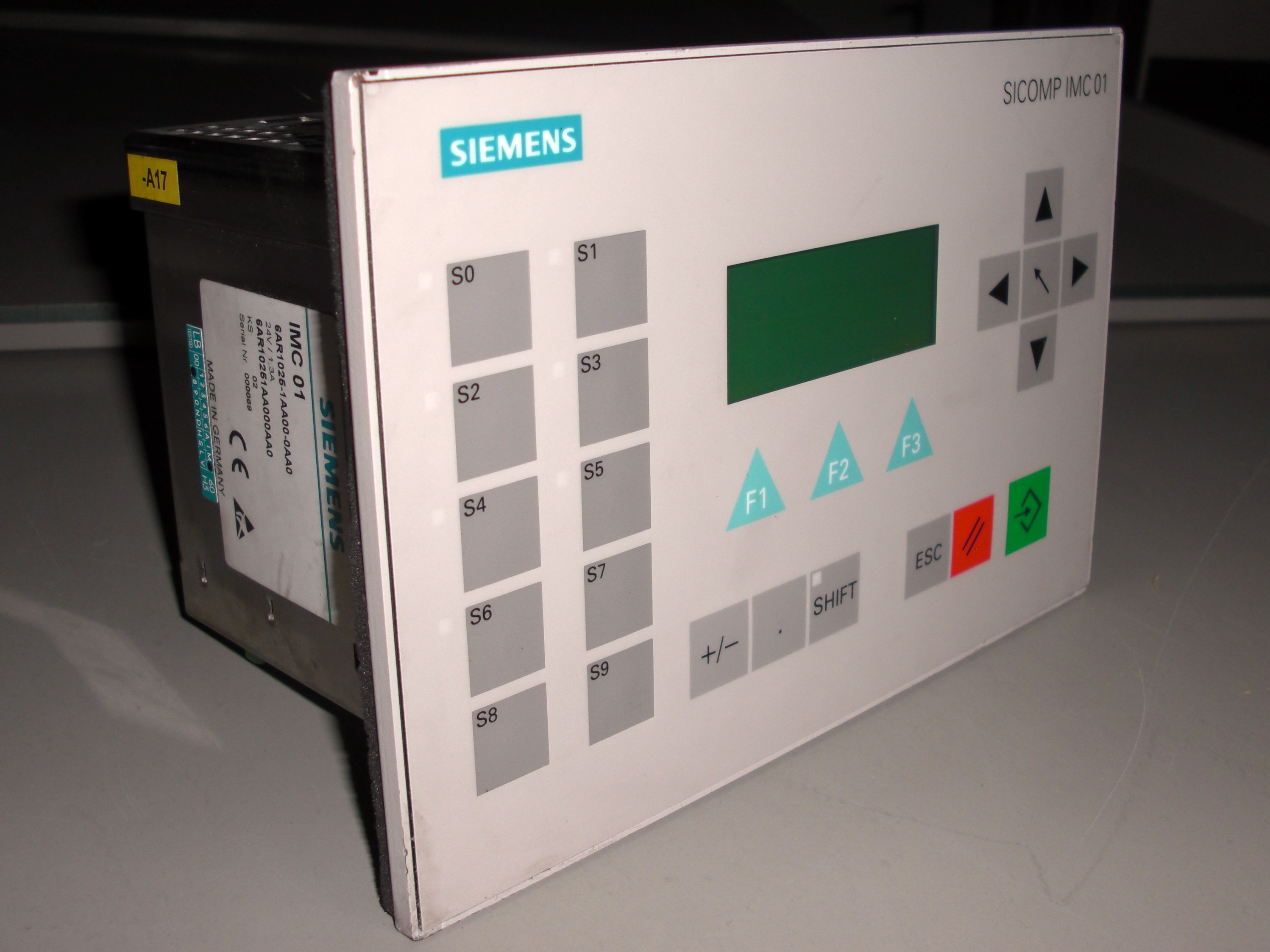
SICOMP IMC 01

Diese Kompaktrechner wurden als fertige Bausteine für Maschinen und Anlagen gebaut. In einem Gerät wurden Steuerung und Regelung so wie Bedienen über integrierte Tastatur und Beobachten über ein beleuchtetes LC-Display und LEDs untergebracht. Ausgestattet waren die Geräte mit einem x86-Prozessorkern mit Speicherarchitektur, digitalen und analogen I/O, seriellen Schnittstellen, Gebereingängen und Feldbusanschaltung. Als Echtzeit-Betriebssystem wurde standardmäßig RMOS von Siemens eingesetzt. Programmierbar waren diese Systeme unter anderem mit STEP 5.

## SICOMP PC
In den 1980er Jahren wurden die Siemens Sicomp-PC als Einzelplatz-Arbeitscomputer verkauft, jedoch speziell für Belange der Industrie konzipiert, z. B. als Bedienterminal für die SICOMP R und M Prozessrechner mit diversen Datenübertragungsbaugruppen wie Siemens DF30.
Der Intel x86-Prozessor war mittlerweile Standard bei allen CP/M-86 CCP/M-86 und FlexOs von Digital Research sowie RMOS und MS-DOS etabliert. Die Prozessrechner benötigten PCs für Berechnungs- und Auswerteaufgaben auch mit eigenen Hardwarebaugruppen.
Microsoft verdrängte diese Betriebssysteme.

### SICOMP PC 16–11
Ein nicht IBM PC kompatibler Bürorechner mit CP/M, welcher optional mit Btx-Anschluss angeboten wird.
SICOMP PC 16-10
der erste Siemens IBM Clone
SICOMP PC 16-05 (XT kompatibel)
Der SICOMP PC16-05 war der erste IBM XT kompatible Allround PC mit Intel 8088 CPU, der speziell von Siemens Karlsruhe für die Automatisierungstechniken als Bedien- und Auswerterechner gedacht war, aber auch normal Büroaufgaben meisterte.

### SICOMP PC 16–16
Ein Bürorechner mit einem 286er Prozessor von Intel mit 12 MHz. Als Betriebssystem wurde MS-DOS 3.2 oder CDOS XM 6.X eingesetzt. Weiterhin war er ausgestattet mit VGA-Grafikkarte, 1 MB RAM (wahlweise bis 4 MB), 20 MB Festplatte und 3,5" Diskettenlaufwerk. Der Preis für dieses Gerät betrug 1989 5000 DM.

### SICOMP PC 16–20
Ein Bürorechner, ausgestattet mit iAPX-286er Prozessor mit 6 MHz und ISA-Steckplätzen. Außerdem 512 kB RAM (aufrüstbar bis 8 MB) und als Betriebssystem MS-DOS 3.1, Concurrent-DOS 5.0 oder FlexOS 286. Installiert war dies auf einer 20 MB Festplatte.

### SICOMP PC 32–20
Ein Industrie-PC der mit bis zu fünf Laufwerken ausgestattet werden konnte.

### SICOMP PC 32–T
Ein Bürorechner im Tower-Gehäuse. Ausgestattet mit einem 486er Prozessor mit 33 MHz. Außerdem Zehn ISA-Slots, 16 MB RAM, 5,25" und 3,5" Diskettenlaufwerke, ESDI-Festplatte mit 337 MB, SCSI-Festplatte mit 2 GB, VGA-Grafikkarte von EIZO mit 512 kB und 3COM Netzwerkkarte Etherlink II.